# Euhybus yucatanus
Euhybus yucatanus är en tvåvingeart som beskrevs av Wheeler och Axel Leonard Melander 1901. Euhybus yucatanus ingår i släktet Euhybus och familjen puckeldansflugor. Inga underarter finns listade i Catalogue of Life.